# Parallelia fallax
Parallelia fallax là một loài bướm đêm trong họ Erebidae.